# Cal Jepó (la Coma)
Cal Jepó és una masia del poble de la Coma, al municipi de la Coma i la Pedra, a la Vall de Lord (Solsonès). Està situada a la dreta del Cardener a l'indret anomenat Les Tremoledes (la Coma i la Pedra).